# Park Jae-hong
Park Jae-hong (박재홍?, 朴載弘?; Seul, 10 novembre 1978) è un ex calciatore sudcoreano, di ruolo difensore.